# Cupa României 1953
La Cupa României 1953 è stata la 16ª edizione della coppa nazionale disputata tra il 21 marzo e il 7 giugno 1953 e conclusa con la vittoria del Flamura Roșie Arad, al suo primo titolo.
In caso di parità dopo i tempi supplementari si qualifica la squadra che gioca in trasferta.

## Sedicesimi di finale
Gli incontri si sono disputati tra il 9 e il 16 settembre 1953. Locomotiva Târgu-Mureș e Știința Iași sono qualificati direttamente agli ottavi di finale per forfait delle squadre avversarie.
| Squadra 1                     | Risultato | Squadra 2            |
| ----------------------------- | --------- | -------------------- |
| Flamura Roșie Buhuși          | 2 - 4     | Dinamo Bacău         |
| Locomotiva Cluj               | 0 - 1     | Dinamo Brașov        |
| Șantierul Constanța           | 1 - 2     | Dinamo Bucarest      |
| Știința Craiova               | 2 - 2 dts | Spartac București    |
| Locomotiva Oradea             | 6 - 4 dts | Progresul Oradea     |
| Flamura Roșie Pitești         | 2 - 1     | Metalul București    |
| Flamura Roșie Sfântu-Gheorghe | 0 - 5     | Locomotiva București |
| Libertatea Sibiu              | 1 - 0     | Minerul Petroșani    |
| Locomotiva Turnu-Severin      | 0 - 1     | Știința Timișoara    |
| Spartac Arad                  | 0 - 3     | Flamura Roșie Arad   |
| Metalul Baia-Mare             | 1 - 2 dts | Știința Cluj         |
| Șantierul Lugoj               | 0 - 2     | Locomotiva Timișoara |
| Metalul Plopeni               | 2 - 5     | Flacăra Ploiești     |
| Locomotiva Iași               | 0 - 2     | CCA București        |

## Ottavi di finale
Gli incontri si sono disputati tra il 30 settembre e il 7 ottobre 1953.
| Squadra 1             | Risultato | Squadra 2              |
| --------------------- | --------- | ---------------------- |
| Dinamo Bacău          | 1 - 1 dts | Locomotiva București   |
| CCA București         | 4- 1      | Spartac București      |
| Știința Iași          | 2 - 3     | Dinamo Bucarest        |
| Locomotiva Oradea     | 0 - 1     | Știința Cluj           |
| Flamura Roșie Pitești | 0 - 1     | Știința Timișoara      |
| Flacăra Ploiești      | 3 - 0     | Dinamo Brașov          |
| Locomotiva Timișoara  | 1 - 3     | Flamura Roșie Arad     |
| Libertatea Sibiu      | 0 - 1     | Locomotiva Târgu-Mureș |

## Quarti di finale
Gli incontri si sono disputati il 21 ottobre 1953
| Squadra 1              | Risultato | Squadra 2            |
| ---------------------- | --------- | -------------------- |
| Dinamo Bucarest        | 0 - 2     | Știința Cluj         |
| Flacăra Ploiești       | 1 - 2     | CCA București        |
| Știința Timișoara      | 1 - 4     | Flamura Roșie Arad   |
| Locomotiva Târgu-Mureș | 2 - 2     | Locomotiva București |

## Semifinali
Gli incontri si sono disputati il 15 e il 21 novembre 1953.
| Squadra 1     | Risultato | Squadra 2            |
| ------------- | --------- | -------------------- |
| CCA București | 1 - 0     | Locomotiva București |
| Știința Cluj  | 2 - 2 dts | Flamura Roșie Arad   |

## Finale
La finale venne disputata il 29 novembre 1953 a Bucarest .
| Arbitro: | Mihai Popa (Bucarest) |

|                     |           |  |
| Gheorghe Váczi 110’ | Marcatori |  |